# Indirana brachytarsus
Indirana brachytarsus är en groddjursart som först beskrevs av Günther 1876.  Indirana brachytarsus ingår i släktet Indirana och familjen Ranixalidae. IUCN kategoriserar arten globalt som starkt hotad. Inga underarter finns listade i Catalogue of Life.